# Nevogilde (Lousada)
Nevogilde ist eine Gemeinde (Freguesia) im portugiesischen Kreis Lousada. In ihr leben 2451 Einwohner (Stand 19. April 2021).

## Geschichte
Die Gemeinde entstand vermutlich während der Wiederbesiedlungen im Verlauf der Reconquista, jedoch ist der Name westgotischen oder anderen germanischen Ursprungs. In den königlichen Erhebungen von 1258 taucht die Gemeinde als Novigildo bzw. Novigildiz bereits als eigene Gemeinde auf. Sie gehörte zum Kreis Aguiar de Sousa, um im Zusammenhang mit dessen Auflösung seit 1852 zu Lousada zu gehören.